# Kozarac (żupania sisacko-moslawińska)
Kozarac – wieś w Chorwacji, w żupanii sisacko-moslawińskiej, w gminie Gvozd. W 2011 roku liczyła 122 mieszkańców.